# مدرسه آلیانس خرم‌آباد
مدرسه آلیانس خرم‌آباد یکی از مدارس قدیمی شهر خرم‌آباد و متعلق به اتحاد جهانی آلیانس است. این مدرسه در محله یهودیان خرم‌آباد و متعلق به این اقلیت مذهبی بوده است.